# Seafox
Seafox est un jeu vidéo de shoot 'em up développé par Ed Hobbs et publié par Brøderbund Software  en 1982 sur Apple II et Atari 8-bit puis porté sur Commodore 64 et Commodore VIC-20. Le joueur contrôle un sous-marin et tente de détruire les navires ennemis qui effectuent des va-et-vient devant lui. En haut de l’écran se trouvent des navires marchands, qui constituent ses cibles principales. Sous ces derniers naviguent des navires hôpital, qu’il ne doit pas détruire, et encore en dessous des destroyers qui tentent de le détruire en tirant des charges sous-marines. Le joueur peut déplacer son sous-marin dans quatre directions pour éviter les tirs ennemis et viser les navires ou les sous-marins adverses. Il peut tirer des torpilles vers les navires de surfaces ou vers les sous-marins. Si une torpille touche un navire hôpital, elle est alors renvoyée dans sa direction,,. Le joueur dispose de trois vies et doit régulièrement approvisionné son sous-marin en carburant et en torpilles, sous peine de couler,.